# مارك كونورز
مارك كونورز (بالإنجليزية: Mark Connors)‏ هو لاعب اتحاد الرغبي أسترالي، ولد في 17 مايو 1971 في بريزبان في أستراليا.

## وصلات خارجية
- مارك كونورز عل موقع إسبنسكروم (الإنجليزية)
- مارك كونورز على موقع ItsRugby.co.uk (الإنجليزية)